# Глядово
Глядово — деревня в Жуковском районе Калужской области России. Входит в сельское поселение «Деревня Корсаково».

## Физико-географическая характеристика
Находится в северо-восточной части Калужской области, рядом с границей с Московской областью. Стоит на правом берегу Нары примерно в 7 км ниже моста через реку на автодороге А130. Рядом — населённые пункты Борисково, Корсаково.

## История
Деревня Глядово относилась к селу Успенское(Нижнее), которым владели Салтыковы. 

## Население
| 2002 | 2010 |
| ---- | ---- |
| 5    | ↘0   |